# Margarete Fabricius-Brand
Margarete Fabricius-Brand (geboren 1949) ist eine deutsche Juristin, Fachanwältin für Familienrecht, Diplom-Psychologin und ehemalige Richterin. Von 1993 bis 2007 war sie Mitglied des Niedersächsischen Staatsgerichtshofs.

## Beruflicher Werdegang
Margarete Fabricius-Brand legte 1973 ihre Erste Juristische Staatsprüfung ab, 1977 folgte die Zweite Juristische Prüfung.
1978 wurde sie zur Rechtsanwältin zugelassen. Sie absolvierte eine Weiterbildung zur Fachanwältin für Familienrecht. Seit 1979 ist sie zudem Diplom-Psychologin. Als Studentin in Tübingen wurde sie geprägt von der 68-er Bewegung und versuchte deren Ideen im Berufsalltag umzusetzen. Sie gründete in den 70ern eine Anwaltskanzlei in Kreuzberg (ein Anwaltsladen nach holländischem Vorbild) zur Unterstützung sozial schwacher Schichten.
1990 war sie Mitbegründerin der fünf Alternativen Juristinnen- und Juristentage.  Von 1985 bis 1991 war Fabricius-Brand Geschäftsführerin des Republikanischen Anwältinnen- und Anwältevereins.
Von 1993 bis 2007 war Fabricius-Brand Mitglied des Niedersächsischen Staatsgerichtshofs.
Sie war im März 2012 in der Focus-Anwaltsliste als Expertin im Familienrecht und im Anwälte-Ranking für Vermögenserhalt bei Scheidungen der Wirtschaftswoche aufgeführt. In Hannover leitet sie gemeinsam mit zwei weiteren Anwältinnen für Familienrecht die Kanzlei Fabricius-Brand Becker Wilkening. Sie gibt als Expertin Kommentare und Interviews in verschiedenen Publikationen, zum Beispiel dem Manager Magazin. Außerdem hat sie Fachliteratur veröffentlicht und Beiträge für Fachbücher und Zeitschriften verfasst.

## Publikationen

### Herausgeberschaften
- "Unter Ansehen der Person - Irritation des juristischen Selbstverständnisses in der Begegnung mit Strafgefangenen".  Fabricius, Dirk; Fabricius-Brand, Margarete; Murach, Michael (Hrsg.), Nomos-Verlagsgesellschaft, Baden-Baden, 1. Auflage 1994, ISBN 3-7890-3266-2

- „Rechtspolitik „mit aufrechtem Gang“, Festschrift für Werner Holtfort zum 70. Geburtstag“. Fabricius-Brand, Margarete; Isermann, Edgar; Seifert, Jürgen; Spoo, Eckhardt (Hrsg.), Nomos, Baden-Baden 1990, ISBN 978-3-7890-1986-9

- „Wenn aus Ehen Akten werden. Scheidungsprotokolle“. Campus Verlag, Frankfurt/Main, New York 1989, ISBN 978-3-593-34068-5

- „Linke Anwaltschaft von der APO bis heute: Chancen und Versäumnisse (Rechtspolitische Schriften)“. Eschen, Klaus; Huth, Juliane; Fabricius-Brand, Margarete; Holtfort, Werner (Hrsg.), Theurer, R, 1988, ISBN 978-3-8161-0108-6

- „Anwaltsprotokolle, Einblicke in den Berufsalltag“. Campus Verlag, Frankfurt 1986, ISBN 978-3-593-33621-3

- "Juristinnen - Berichte/Fakten/Interviews". Fabricius-Brand, Margarete; Berghahn, Sabine; Sudhölter, Kristine (Hrsg.), ElefantenPress Verlag Berlin, 2. Auflage 1982, ISBN 3-88520-088-0

- „Dokumentation / 2. Alternativer Juristinnen- und Juristentag: Hannover“. Fabricius-Brand, Margarete; Börner, Bertram (Hrsg.), Nomos-Verlagsgesellschaft, Baden-Baden, 29.11. bis 1.12. 1991, 1992, ISBN 978-3-7890-4882-1 und ISBN 3-7890-4882-8.

- „Dokumentation / 3. Alternativer Juristinnen- und Juristentag: Hannover“. Fabricius-Brand, Margarete; Börner, Bertram (Hrsg.), Nomos-Verlagsgesellschaft, Baden-Baden, 27.11. bis 29.11. 1992, 1. Auflage 1994, ISBN 978-3-7890-3454-1.

- „Dokumentation / 4. Alternativer Juristinnen- und Juristentag: Hannover“. Fabricius-Brand, Margarete; Börner, Bertram (Hrsg.), Nomos-Verlagsgesellschaft, Baden-Baden, 1996, ISBN 978-3-7890-4624-7 und ISBN 3-7890-4624-8.

- „Dokumentation / 5. Alternativer Juristinnen- und Juristentag: Berlin“. Fabricius-Brand, Margarete; Börner, Bertram (Hrsg.), Nomos-Verlagsgesellschaft, Baden-Baden, 29.11. bis 1.12. 1996, 1997, ISBN 978-3-7890-4882-1 und ISBN 3-7890-4882-8.

### Beiträge in Büchern
- "Gründung des RAV vom Hören-Sagen, Fünf Jahre und fünf Monate Geschäftsführerin, in: Eick, V.; Arnold, J. (Hrsg.): Vierzig Jahre RAV Im Kampf um die freie Advokatur und um ein demokratisches Recht. Westfälisches Dampfboot, Münster, 2019 i. E.

- „Ausländisches Familienrecht – Polen“. In: Rieck (Hrsg.): Ausländisches Familienrecht. C.H. Beck, 2006, ISBN 978-3-406-53140-8

- „Tagebucheintragung eines Jugendrichters – 22. Februar 1999“. In: Kreuzer, Jäger, Quensel u. Rolinski (Hrsg.): Fühlende und denkende Kriminalwissenschaften – Ehrengabe für Anne-Eva Brauneck. Forum Verlag Godesberg, Mönchengladbach 1999, ISBN 3-930982-48-X

- „Rechte und Pflichten von Kindern und Eltern“. In: Lucke, Doris; Berghahn, Sabine (Hrsg.): Rechtsratgeber Frauen. Rowohlt, Reinbek bei Hamburg 1990, ISBN 978-3-499-12553-9

- „Stellungnahme aus anwaltlicher Sicht zum Gesetzentwurf von ‚Emma'“. In: Dane, Eva; Schmidt, Renate (Hrsg.): Frauen und Männer und Pornographie: Ansichten – Absichten – Einsichten. Fischer, 1990, ISBN 978-3-596-10149-8

- „Über Mutter- und Faustrecht – eheliche Machtverhältnisse und Gerichtsverfahren“. In: Fabricius-Brand, Margarete (Hrsg.): Wenn aus Ehen Akten werden. Scheidungsprotokolle. Campus Verlag, Frankfurt/Main, New York 1989, ISBN 978-3-593-34068-5, S. 59 ff.

- „Stellungnahme zur Sorgerechtsregelung für Florian A. – Ein Fall aus dem Obdach“ (mit Hartje). In: Fabricius-Brand, Margarete (Hrsg.): Wenn aus Ehen Akten werden. Scheidungsprotokolle. Campus Verlag, Frankfurt/Main, New York 1989, ISBN 978-3-593-34068-5, S. 130 ff.

- „Die Ehe der Parteien wird geschieden“. In: Fabricius-Brand, Margarete (Hrsg.): Anwaltsprotokolle, Einblicke in den Berufsalltag. Campus Verlag, Frankfurt 1986, ISBN 978-3-593-33621-3

- „Mutterschutzgesetz – Aus der Beratungsstelle für werdende Mütter und Väter“. In: Tühne, Anna; Olfe-Schlothauer, Rina (Hrsg.): FrauenBilderLeseBuch, Elefanten-Pressverlag, Berlin 1981, ISBN 978-3-88520-030-7

- „Frauen in der Isolation“. In: von Paczensky, Susanne (Hrsg.): Frauen und Terror. Rororo, Reinbek 1978

## Auszeichnungen
Margarete Fabricius-Brand wurde mit dem Werner-Holtfort-Preis ausgezeichnet. Damit wurde ihre juristisch und rhetorisch-schriftstellerisch herausragende anwaltliche Leistung zur Verteidigung der Bürger- und Menschenrechte gewürdigt.